# Makyla Smith
Makyla Smith est une actrice canadienne née en 1982.

## Biographie
Makyla Smith est la fille d'Alison Sealy-Smith, une actrice canadienne originaire de la Barbade. Elle commence sa carrière dans la série télévisée américano-canadienne Jett Jackson (The Famous Jett Jackson) en 1998 puis  Animorphs en 1999.

## Filmographie
- 2000-2005 : Queer as Folk (série télévisée) - 29 épisodes  : Daphne Chanders
- 2004 : Zoé Kézako (série télévisée) - 3 épisodes  : (voix)
- 2004 : Prom Queen téléfilm de John L'Ecuyer  : Britney 1 an
- 2003 : Pour une vie meilleure (Homeless to Harvard: The Liz Murray Story) téléfilm de Peter Levin : Chris
- 2003 : Mister Cash de Richard Kwietniowski[réf. nécessaire] : Car Rental Girl
- 2002 : The Matthew Shepard Story téléfilm de Roger Spottiswoode : Casey
- 2002 : À Force de volonté téléfilm de Gregory Hines : Tamar
- 2001 : Au-delà de l'infidélité téléfilm de Douglas Barr : Juliette
- 2000-2001 : Caitlin Montana (série télévisée) - 2 épisodes : Portia Pettigrew
- 2000 : Dear America: Color Me Dark téléfilm de Helaine Head : Nellie Lee Love
- 1999 :  Animorphs  (TV series) - épisode :  Face Off: Part 1  : Tanya
- 1998-1999 : Jett Jackson (The Famous Jett Jackson) (TV series)